# Changement ontogénétique de niche écologique
Le changement ontogénétique de niche écologique est le processus dans lequel un animal change si radicalement (de mode de vie, de source de nourriture, de morphologie...) au cours de son développement (ontogenèse) qu'il change de niche écologique. Dit autrement, les jeunes spécimens sont si différents des adultes qu'ils occupent une place différente dans l'écosystème.

## Cas par taxon

### Larves
Les insectes qui passent par un stade larvaire représentent un cas extrême de ce changement : les larves ont une morphologie semblable à celle d'un ver et occupent une niche écologique totalement différente de celle de l'adulte.

### Dragon de Komodo
Le Dragon de Komodo est un exemple de prédateur connaissant un changement de niche écologique avec l'âge. Les jeunes spécimens sont très mobiles, et pourchassent des proies de moins de 10 kg. Les adultes s'attaquent à des proies de grosse taille, et ont un mode de prédation basé sur l'embuscade. 

### Tyrannosaure rex
Les gisements de fossiles d'Amérique du Nord datant du Crétacé intriguent les paléontologues depuis des décennies : au côté des T-rex qui dominaient la chaîne alimentaire, tous les autres dinosaures carnivores découverts sont considérablement plus petits, ce qui semble laisser vacante une importante niche écologique pour un prédateur de taille intermédiaire. Certains fossiles sont interprêtés par certains paléontologues comme représentant des spécimens matures d'une espèce plus petite apparentée au t-rex, par d'autres, comme des t-rex juvéniles. Pour les tenants de la seconde hypothèse, les jeunes t-rex avaient une morphologie assez différentes des adultes (avec notamment des pattes plus grandes en proportion) et occupaient en réalité la rôle de prédateurs de taille intermédiaire, avec une prédation basée sur la course et des proies plus petites, ce qui constituerait un exemple de changement ontogénique de niche écologique.